# Hemorroide
Les hemorroides (pres del grec αἱμοῤῥοίδες), popularment morenes, és una malaltia,  que és la dilatació d'una vena de l'anus o del recte. Pot ser causada per uns quants motius; els més habituals són: el restrenyiment, l'embaràs, l'obesitat, la falta d'exercici, etc. A més a més de les molèsties locals, les complicacions més freqüents són: el sagnat i la trombosi. Es tracta amb medicaments o intervenció quirúrgica.

## Classificació

Unes hemorroides externes

Hi ha dues classes d'hemorroides, externes i internes, depenent de la posició respecte a la línia dentada o anorectal:

### Externes
Són aquelles que hi ha per sota de la línia dentada. Són propenses a la trombosi i al sagnat.

### Internes
Són aquelles que hi ha més amunt de la línia dentada. Com que aquesta zona no té receptors del dolor, les hemorroides internes no solen ser doloroses, i la majoria de pacients no saben que en tenen. Les hemorroides internes, però, poden sagnar quan s'irriten. Sense tractar, les hemorroides internes poden donar lloc a dues formes: les prolapsades i les estrangulades.
Les hemorroides internes poden ser més qualificades pel grau de prolapse:
- Grau I: Sense prolapse.
- Grau II: Prolapse en defecar, però es redueix de forma espontània.
- Grau III: Prolapse en la defecació i es redueix manualment.
- Grau IV: Sempre està prolapsada i no es pot reduir de forma manual.

## Causes
Les causes són:
- Funcionament irregular dels budells (restrenyiment o, més rarament, diarrea).
- L'augment de la pressió intraabdominal (esforç prolongat: ja sigui durant la defecació quan es té restrenyiment, o per l'exercici físic).
- La nutrició (per menjar poca fibra), que predisposarà al restrenyiment.
- L'embaràs - la pressió del fetus sobre l'abdomen i els canvis hormonals fan que els vasos hemorroïdals s'engrandeixin. El part també provoca un augment de la pressió intraabdominal.[2][3] Sovint no cal cap tractament quirúrgic, perquè els símptomes solen desaparèixer després del part.[1]
- Una predisposició genètica (com pot ser l'absència de vàlvules a dins de les venes hemorroïdals).
- L'envelliment.
- L'obesitat.
- Estar assegut molt de temps.[4]
- La falta d'exercici.

## Tractaments

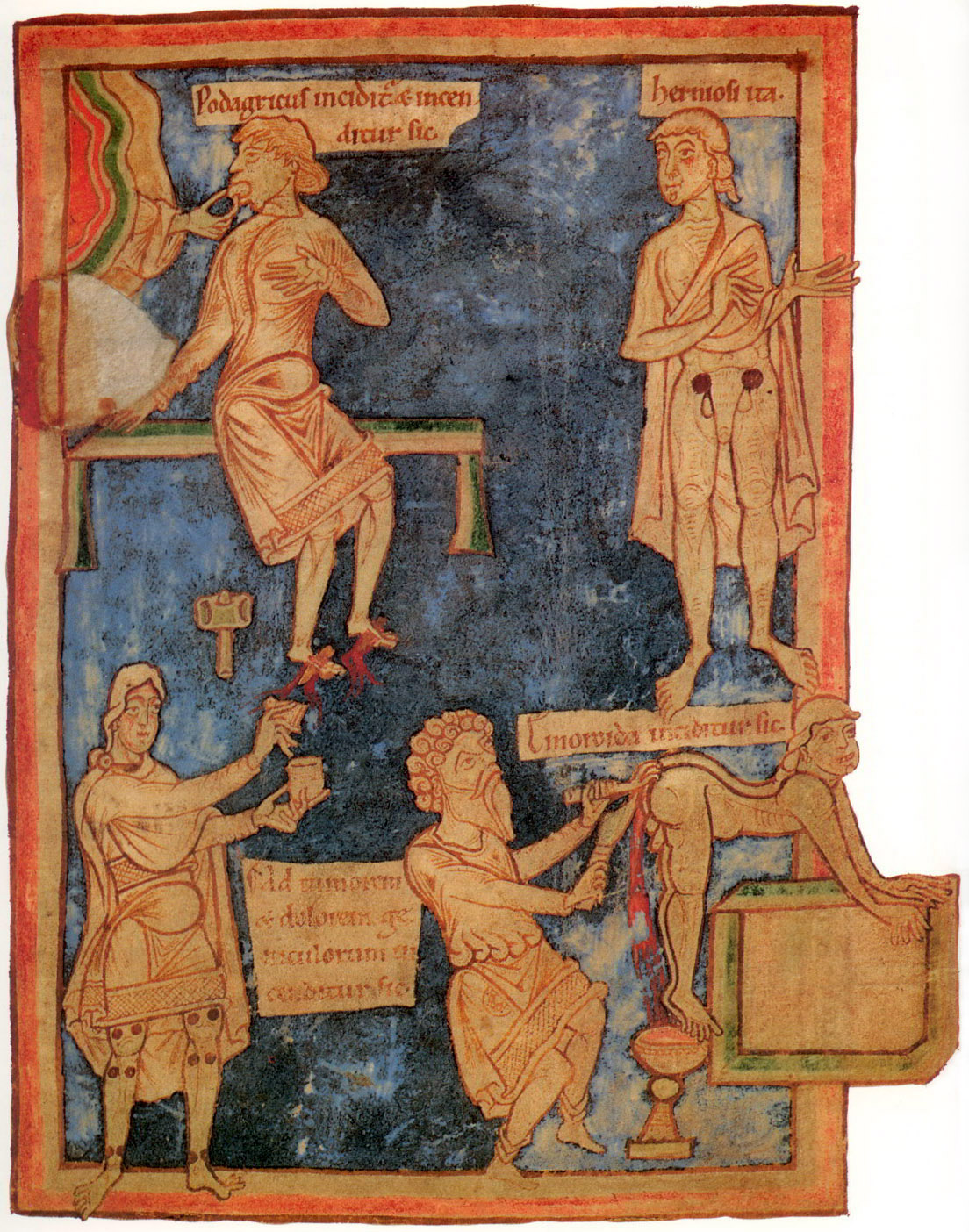
Miniatura anglesa del. A la dreta es veu una operació per extirpar les hemorroides.

### Tractament conservador
Típicament és: menjar més fibra, i beure més per mantenir la hidratació; els antiinflamatoris no-esteroidals (AINEs), l'aplicació de banys de seient, i el repòs. L'augment de la fibra ha demostrat millorar el resultats, i es pot fer menjant aliments amb fibra o prenent suplements de fibra.
Tot i que al mercat hi han moltes pomades i supositoris, hi ha poca evidència per donar suport al seu ús. Els preparats que contenen glucocorticoides no han de ser utilitzats durant més de 14 dies, perquè que poden causar aprimament de la pell. Els protectors per a la pell, com ara la vaselina o crema d'òxid de zinc poden reduir les lesions i la picor.

### Mètodes d'ablació o fixació no quirúrgics
Lligadura amb banda elàsticaS'aplica una banda elàstica a una hemorroide interna, almenys 1 cm més amunt de la línia dentada, per tallar el subministrament de sang. Uns 5-7 dies després, l'hemorroide seca cau. Si la banda es col·loca massa a prop de la línia dentada, hi ha un dolor intens just després de posar-la. La curació és del 87%.
EscleroteràpiaConsisteix en la injecció d'un agent esclerosant, com ara el fenol, en l'hemorroide. Això fa que les parets de la vena es contreguin, i l'hemorroide es marceixi. La taxa d'èxit als quatre anys després del tractament és del 70%.
Mètodes de cauteritzacióMètodes de cauterització com ara la fotocoagulació amb infrarojos han demostrat ser eficaços per a les hemorroides.

### Hemorroidectomia
L'extirpació quirúrgica de les hemorroides s'utilitza només per als casos greus. Acostuma a haver-hi dolor després de l'operació, i calen 2-4 setmanes de recuperació.